# لونجا (موسيقى شرق أوسطية)
لونجا (بالإنجليزية: longa)‏ هي رقصة تركية/شرق أوروبية، تم تقديمها في وقت لاحق إلى الموسيقى العربية، وغالبا ما ينجز في نهاية الموشح.
ويستخدم عموما «الإيقاع» أي ما يعادل 2/4، مع عدة أقسام تسمى «خانات» (مفرد «خانة»)، تليها كل تسليم (إعادة). تكون الخانة الأخيرة بشكل عام في 3/4.
يوجد شكل شائع من لونجا وهو«لونجا رياض بمقياس نهاوند» («لونجا نهاوند») الذي ألفه المؤلف المصري رياض السنباطي في مقام نهاوند.